# 兴隆镇站
兴隆镇站位于中华人民共和国黑龙江省哈尔滨市巴彦县兴隆镇，是滨北铁路上的一座车站，建于1927年，由哈尔滨铁路局管辖。

## 車站周邊
- 兴林客运站
- 巴彦县中医骨病研究所
- 兴隆镇得权小学校
- 兴隆中学
- 兴隆客运站
- 中国邮政储蓄银行人民大街支行
- 中国信合兴隆信用社第一储蓄所
- 兴隆镇人民政府
- 兴隆镇展览馆
- 中国工商银行兴隆镇支行
- 中国建设银行兴隆分理处
- 中国农业银行振兴分理处

## 歷史
- 建于1927年。

## 外部連結
- 中国铁路客户服务中心 （页面存档备份，存于）